# Hornsyld Købmandsgaard
Hornsyld Købmandsgaard A/S (i daglig tale: "Købmandsgården") er en dansk agro- og olieforretning, samt trælast med hovedsæde i Hornsyld.
Koncernen er opdelt med tre datterselskaber, der hver håndterer sin del af forretningen. HK Agro forhandler grovvarer med en omsætning på ca. 1,5 mia. DKK og har ca. 140 ansatte. Virksomheden startede med dette forretningsområde. Siden er forretningen blevet udvidet med HK Trælast, der er en del af XL-Byg-kæden. Desuden har man HK Olie, der dels består af 19 tankstationer og dels forhandler olieprodukter til hele landet.
I 2012/2013 blev forretningen udvidet med TripleA i samarbejde med Agro Korn. Målet er forarbejdning af sojaproteiner.
- HK tankstation i Sdr. Hygum